# Гугол
Гугол (енгл. googol) је велики број, у математици записан као {\displaystyle 10^{100}\,\!}, то је број 1 са 100 нула. Израз је први пут употребио деветогодишњи Милтон Сирота, нећак америчког математичара Едварда Каснера. Овај математичар је касније појашњавао концепт овако великог броја у свом делу „Математика и имагинација“, објављеном 1940. године (на пример, помиње се уочавање разлике између „незамисливо великог броја“ и „математичке бесконачности“).
Број сам по себи није толико у употреби (практично само у теорији математике), а највећу популарност је стекао настанком најпознатијег интернет претраживача Гугл, названог баш по овом броју.
Гугол се може записати на један од следећих начина:
1 гугол
= 10100
= 10.000.000.000.000.000.000.000.000.000.000.000.000.000.000.000.000.000.000.000.000.000.000.000.000.000.000.000.000.000.000.000.000.000
Један од показатеља „величине“ броја гугол јесте податак да се број елементарних честица у видљивом делу свемира креће између 1079 и 1081.